# Tunnelbouw (hobby)

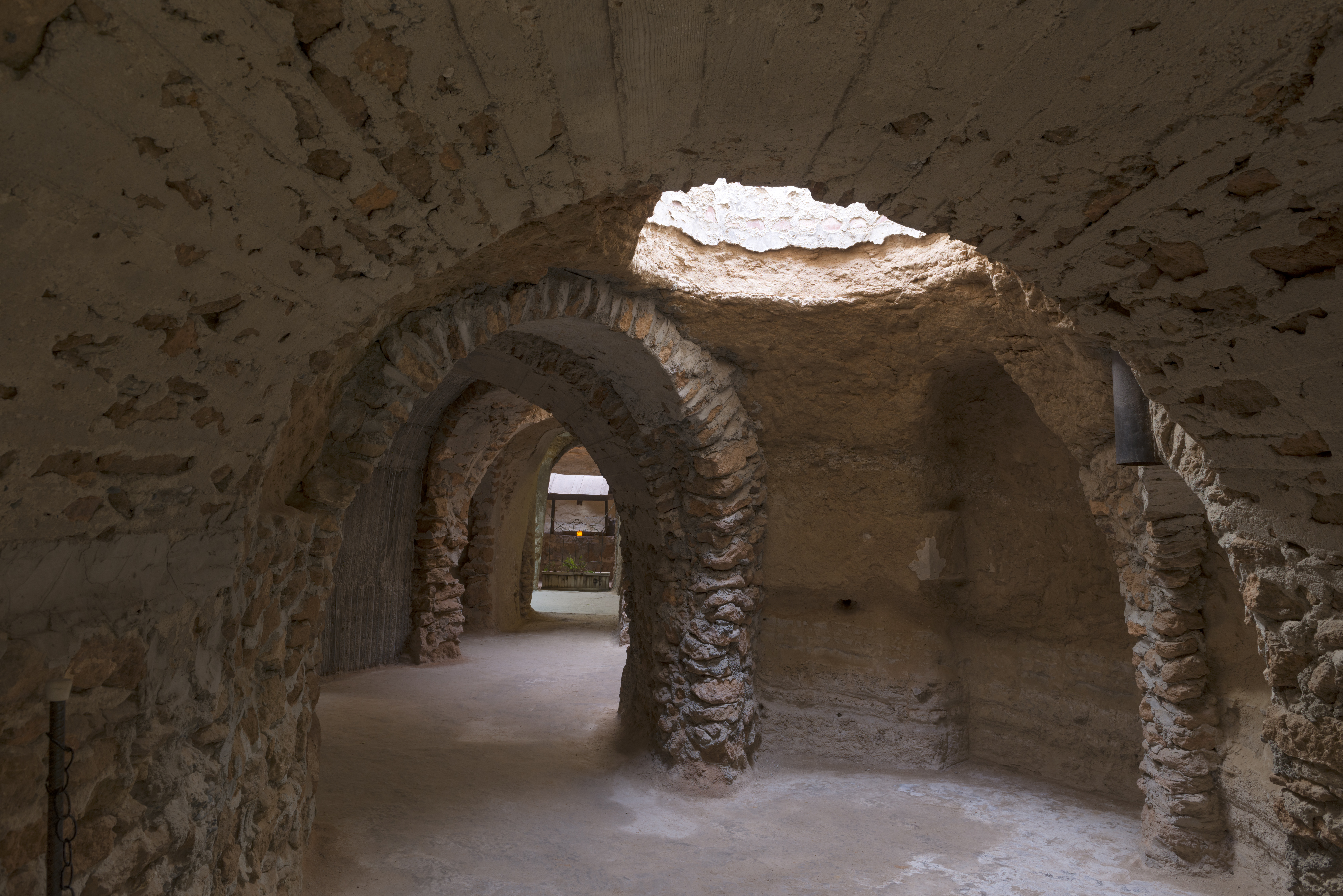
Ondergrondse ruimtes in het complex van Forestiere

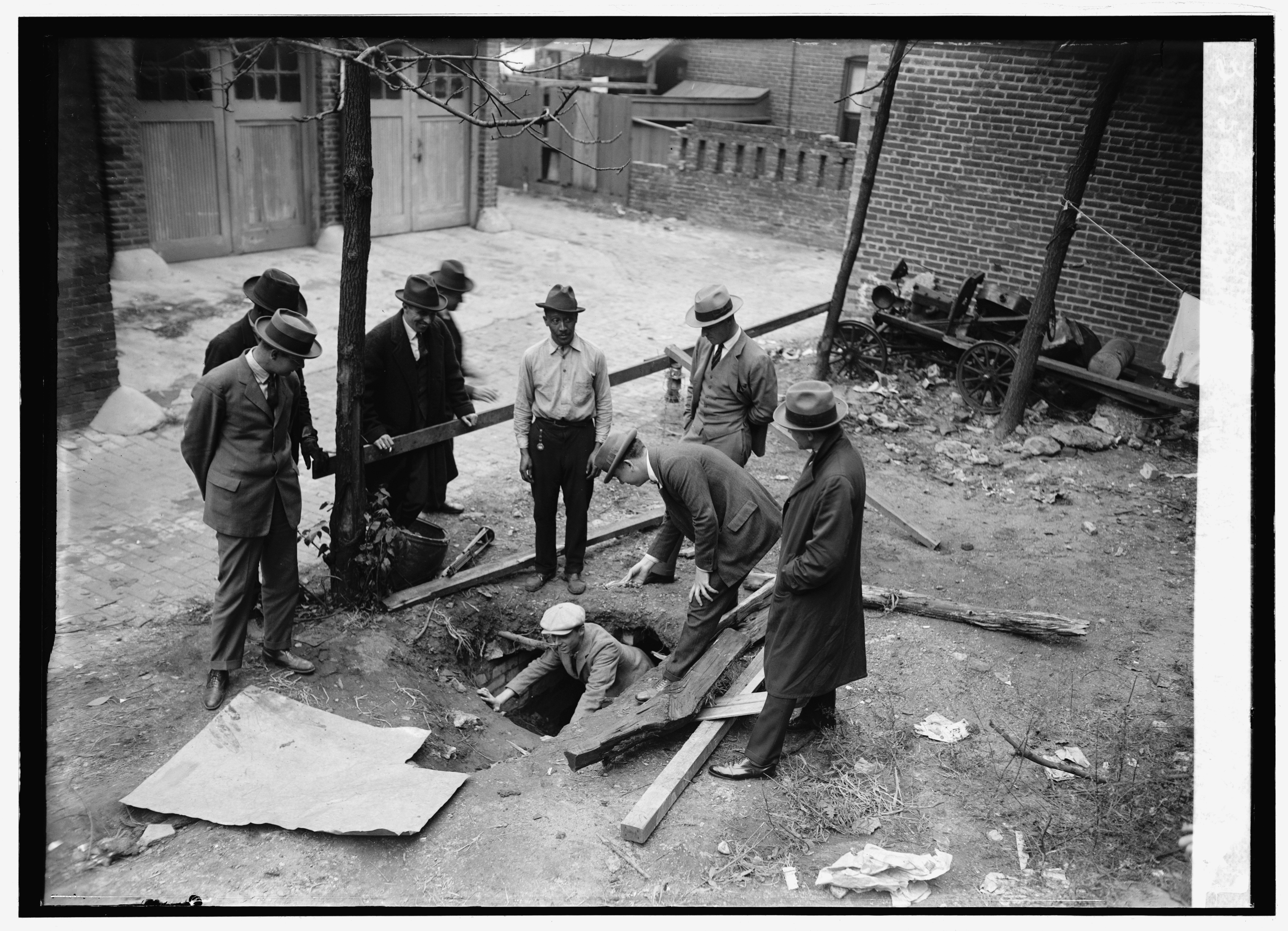
Door een wegverzakking in 1924 kwam een tunnel van Harrison Dyar aan het licht

Tunnelbouw als hobby is het graven van tunnels als liefhebberij.  Hobbytunnelaars graven doorgaans met de hand en met eenvoudig gereedschap en ze zijn er jaren of zelfs decennia mee doende. De meesten moeten zeker in het begin een geloofwaardig doel voor ogen gehad hebben, maar hielden in een later stadium als het ware niet op met graven. Het is zonder meer een uitzonderlijke hobby, daar er anno 2020 wereldwijd minder dan twintig beoefenaars bekend zijn.

## Redenen voor tunnelbouw

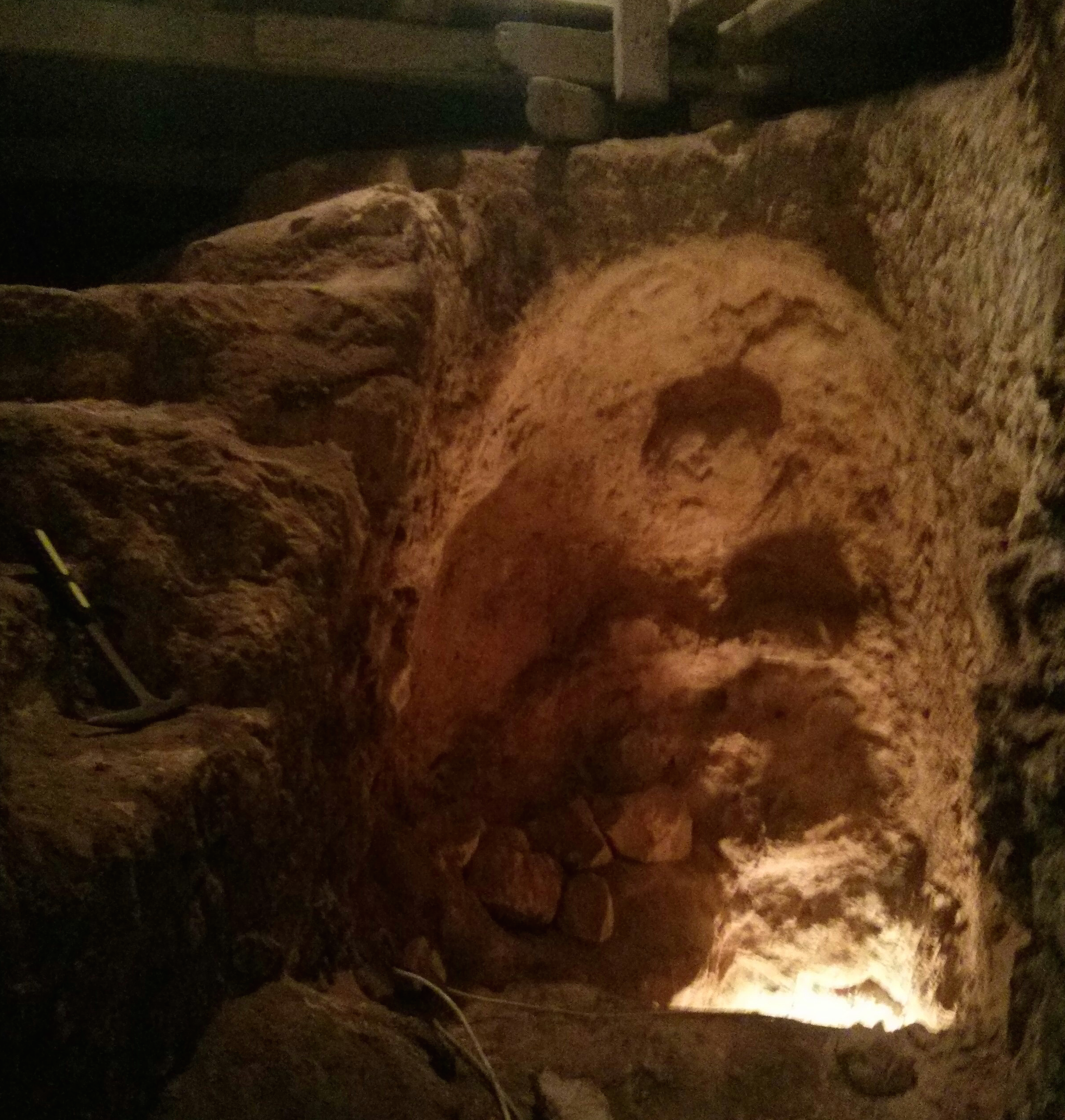
Voorbeeld van het begin van een handgegraven tunnel

Een tunnel is een kunstmatige onderdoorgang ten behoeve van transport, passage of communicatie. Tunnelbouw is een onderdeel van civiele techniek en in de regel het terrein van professionele bouwbedrijven en ingenieurs. Ondertunneling kan ook een rol spelen bij de aanleg van een ondergrondse woonruimte, bijvoorbeeld uit een oogpunt van duurzaamheid of ruimtegebrek.
Indien niet professioneel onderlegde burgers tunnels graven, dan is dat meestal voor criminele doeleinden zoals smokkel en/of opslag van gestolen goederen. Daaronder vallen ook de mensen die ontsnappingstunnels groeven, bijvoorbeeld onder de Berlijnse Muur door en bankrovers die ondergronds een kluis proberen te bereiken. Daarnaast worden al dan niet geheime ondergrondse ruimtes gebouwd door preppers. Ten slotte kan het graven van tunnels en andere ondergrondse ruimtes als een kunstvorm gezien worden, waarvan de Amerikaanse kunstenaar Ra Paulette een voorbeeld is. De Nederlandse grafisch ontwerper Leanne Wijnsma graaft korte, ondiepe tunnels als kunstproject en als hobby. In 2015 zat ze al op dertien tunnels en ze groef in Nederland en verscheidene andere landen, waaronder drie keer in het kader van een creatief festival.

### Gevaren
In sommige gevallen is het graven van kuilen op het strand of in de duinen uitgelopen op een (stukje) tunnel, maar dat is niet zonder gevaar. Een Belgisch jongetje kwam om het leven bij een instorting van zo'n tunnel en in Breskens moest een jongen naar het ziekenhuis omdat hij door instortend zand was bedolven. De politie van Zeeland liet in 2008 een waarschuwing uitgaan tegen al te enthousiast graafwerk. In mei 2022 kwam in Heerlen een man van 29 te overlijden nadat een zelfgemaakte tunnel was ingestort.

### Hobby
Van een achttal tunnelgravers is bekend dat ze het als hobby beoefenden, omdat ze dat zelf met zoveel woorden gezegd hebben, of omdat een betrouwbare bron het heeft vastgesteld. Een paar daarvan hebben ook andere redenen voor hun graafwerk opgegeven, zoals Harrison Dyar, die lichaamsbeweging noemde, en Seymour Cray, die probleemoplossing als neveneffect noteerde. 
Een zestal had aanvankelijk een begrijpelijk en haalbaar doel voor het graven. Gaandeweg kregen ze echter de smaak te pakken en na het bereiken van het doel bleven ze maar doorgraven. Dat is het geval bij Lyova Arakelyan, die een aardappelkelder bouwde, bij Michael Altmann, die een koelruimte uitgroef en bij Peter Junker, die op zoek was naar een drinkwaterbron. Ten slotte zijn er nog een paar tunnelgravers die op zich een geloofwaardige reden voor hun werk opgaven, maar waarvan de geleverde inspanning in geen verhouding staat tot het opgegeven doel.

### Verklaring
Over het waarom van deze hobby hebben slechts weinigen zich met enige graad van autoriteit uitgelaten. Dyar-biograaf Marc Epstein meent dat het vooral buitenstaanders zijn die een verklaring voor de inspanningen zoeken. Over Dyars graafwerk zegt hij onder meer dat het een bijkans onpeilbare hoeveelheid werk moet zijn geweest en dat de verklaring uit lichaamsbeweging onvoldoende is. Schrijver Will Hunt vindt dat decennialang tunnels graven in elk geval een soort obsessie moet zijn. Verscheidene historici hebben ook van William Schmidt gezegd dat zijn graafwerk een obsessie moet zijn geweest. De psychiater Anton Tölk, geraadpleegd door de Süddeutsche Zeitung, meent dat een tunnel een innerlijk verlangen naar de geborgenheid van de moederschoot oproept, maar dat er ook een contemplatieve bevrediging verbonden kan zijn aan het graven zelf.

## Bekende hobbytunnelaars

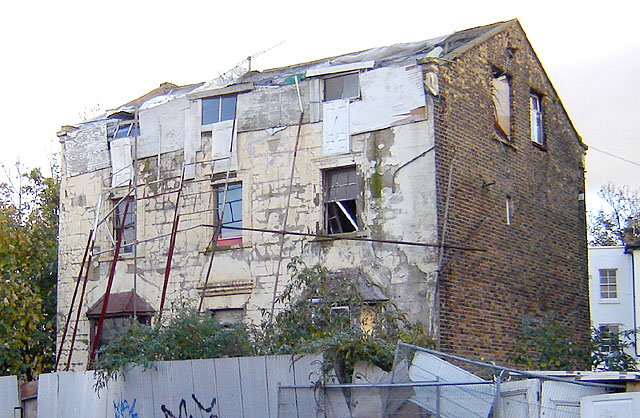
Het huis van Lyttle in 2005

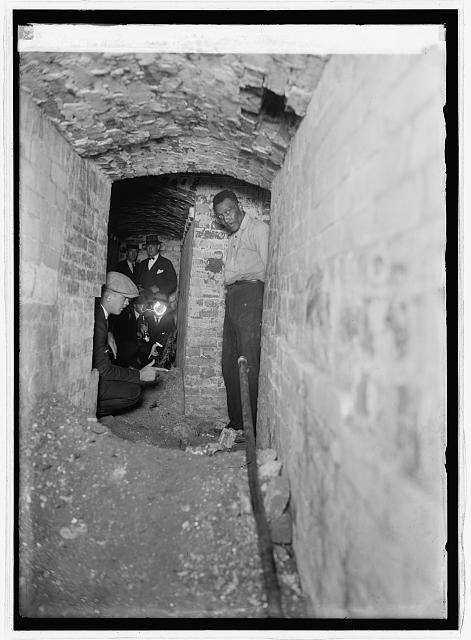
De per ongeluk gevonden eerste tunnel van Harrison Dyar wordt verkend

### William Lyttle
De Britse ingenieur William Lyttle begon midden jaren zestig met de aanleg van een wijnkelder onder zijn huis in de Londense wijk Hackney. Toen de kelder af was had hij de smaak te pakken en hij bleef graven, zo'n veertig jaar lang. Lyttle groef een netwerk van tunnels met een totale lengte van ongeveer 60 m. Na klachten van omwonenden, een elektriciteitsstoring en een wegverzakking stelden de autoriteiten in 2006 een onderzoek in. Dit bracht de enorme omvang van het graafwerk aan het licht, waarna Lyttle uit zijn huis werd gezet en de tunnels werden volgestort.

### Seymour Cray
De Amerikaanse ontwerper van supercomputers Seymour Cray had tunnelen als hobby, maar heeft ook wel gezegd dat het graven hem hielp bij oplossen van ontwerpproblemen. Hij schreef dat zelf toe aan elfen: "Als ik in de tunnel aan het graven ben, komen de elfen vaak naar me toe met oplossingen voor mijn probleem."

### Harrison Dyar
Harrison Gray Dyar (1866-1929) was een Amerikaans entomoloog en autoriteit op het gebied van vlinders en motten. Dyar groef tunnels als hobby en bouwde tot twee keer toe een flink complex,  met een gezamenlijke lengte van zo'n 400 m. Het eerste, in Washington D.C., moet in 1917 al een keer ontdekt zijn bij bouwwerkzaamheden, maar men besteedde er niet veel aandacht aan. Toen in 1924 een vrachtauto nabij die plek door de bestrating zakte, kwam het tunnelcomplex in volle omvang aan het licht. Het leidde tot speculatie door de pers, niet in de laatste plaats vanwege de vele Duitse kranten uit de oorlogsjaren 1917 en 1918 die er werden aangetroffen.
Na een paar dagen meldde Dyar dat hij de tunnels had uitgegraven, van 1906 tot 1916, waarna hij naar Californië verhuisde. Terug in Washington groef hij onder een ander huis een tweede stel tunnels uit. Deze waren voorzien van betonnen wanden, stalen ladders en elektrisch licht. Gevraagd naar de reden van zijn graafwerk verklaarde Dyar dat hij het deed als lichaamsbeweging: "sommige mannen spelen golf, ik graaf tunnels". Van de tweede set tunnels is een tekening bewaard, die in 1932 werd afgedrukt in het blad Modern Mechanics and Invention. Een verklaring voor de aanwezigheid van Duitse kranten in het eerste tunnelcomplex ontbreekt tot op heden.

### Elton McDonald
Eind februari 2015 werd in een park in de Canadese stad Toronto een tunnel ontdekt. Het bouwwerk had een lengte van ongeveer 10 m en was voorzien van verstevigingen, ladders en een generator ten behoeve van elektrisch licht en een pomp. Aanvankelijk deden de wildste geruchten de ronde en allengs werden er grappen over gemaakt. De politie hield serieus rekening met terroristische motieven voor de bouw en op Twitter ging de hashtag #terrortunnel even rond.
Enkele dagen later biechtte de 22-jarige bouwvakker Elton McDonald op dat hij de tunnel had gebouwd, met hulp van een vriend. McDonald vond het graven van een tunnel een goede oefening voor zijn beroepsvaardigheden en startte met de betreffende tunnel in 2013. McDonald deelde desgevraagd mee dat hij "er enorm van hield, maar niet wist waarom hij zo van hield". De autoriteiten lieten de tunnel volstorten en afsluiten.

### Lyova Arakelyan
Lyova Arakelyan, een man van het platteland van Armenië, kreeg van zijn vrouw het verzoek een koele kelder aan te leggen voor hun aardappelen. Toen deze klaar was, in 1985, wist hij van geen ophouden en de bouw ging zo'n 23 jaar door. Arakelyan verklaarde daarover zelf dat hij in dromen en visioenen aanwijzingen kreeg voor zijn tunnelbouw. Het tunnelcomplex, dat anno 2020 'Heilige Ondergrondse' wordt genoemd, bestaat uit gangen, bochten, trappen en zes kamers. Het stelsel gaat tot 21 m diep door hard basalt en het is in gebruik als museum. De geraadpleegde bron meldt nog dat Arakelyan tijdens de aanleg van de tunnels geen geld verdiende, maar dat het museum zijn gezin sinds zijn overlijden in 2008 van enige inkomsten voorziet.

### Manuel Barrantes
In Costa Rica bouwde de mijnwerker Manuel Barrantes een ondergronds huis voor zijn gezin, om te ontsnappen aan geluidsoverlast en de effecten van klimaatverandering. Barrantes, die lokaal "de molman" wordt genoemd, groef een complex uit met een oppervlakte van 186 m², waarover hij twaalf jaar deed. Het tunnelstelsel omvat verscheidene gangen, slaapkamers, badkamers en andere ruimtes. Het complex is als woonhuis in gebruik, maar ook als museum.

### Baldassare Forestiere

Tunnels en ondergrondse tuinen van Forestiere

De ondergrondse keuken van Forestiere

De naar de VS geëmigreerde Siciliaan Baldassare Forestiere kocht in 1904 een stuk land van 32 ha nabij Fresno. De keiharde ondergrond bleek echter ongeschikt voor het verbouwen van fruit, wat het doel was. Terwijl hij elders werkte, groef Forestiere vanaf 1906 op zijn land ondergrondse ruimtes uit, in eerste aanleg om verkoeling te vinden tijdens de hete zomers die de San Joaquin Valley kenmerken. Nadien brak hij plafonds door om licht binnen te laten, waarna hij onder de grond, in plantenbakken, alsnog de fruitbomen plantte die hij zich had voorgenomen. Na verloop van tijd kwamen broers en zussen van Forestiere hem helpen en uiteindelijk besloeg het ondergrondse complex een oppervlak van 8 ha. Naast ruimte voor zijn bomen bouwde hij er slaapkamers, eetkamers, binnenplaatsen, een visvijver en een netwerk van tunnels. 
Na het overlijden van Forestiere in 1946 verkochten de erfgenamen delen van de grond. Ondergronds werden ruimtes volgestort en bovengronds werd gebouwd. Toch bleef in elk geval ruim 3 ha aan ondergrondse ruimtes behouden, die onder de naam Baldassare Underground Gardens opgenomen werd in het National Register of Historic Places, de Amerikaanse monumentenlijst.

### Peter Junker
De Zwitser Peter Junker had begin jaren zestig last van een onbetrouwbare drinkwateraansluiting. In november 1964 besloot hij in zijn achtertuin te gaan graven, op zoek naar een bron. Aanvankelijk groef hij met een schep en een houweel, later voegde hij daar een klopboormachine aan toe. Junker groef allerminst in het geheim, de buren wisten ervan en belangstellenden mochten altijd een kijkje nemen. Na vijf jaar bereikte hij zijn doel en stuitte op water. Dat, noch het feit dat de drinkwatervoorziening inmiddels was verbeterd, weerhield hem er niet van verder te graven. Hij besteedde het grootste deel van zijn vrije tijd aan het graven en vanwege de vele inspanningen kon het gezin Junker 20 jaar niet op vakantie. Eind 2005 werd hij getroffen door een beroerte en had daarna geen kracht meer om het gereedschap te hanteren. Junker had een tunnel van 220 m gegraven, tot 65 m diep onder de oppervlakte en een ontvangstruimte maakt deel uit van het ondergrondse complex..

### Leonid Murlyanchik
De Rus Leonid Murlyanchik bouwde een tunnel in zijn stad Lebedjan. Aanvankelijk had hij, in 1984, het plan opgevat om een tunnel van 6 km te graven naar het huis van zijn oogappel, ene Ekaterina. Nadat de zoon van die dame daar een stokje voor stak, veranderde Murlyanchik het in een voornemen om zijn stad van een metronet te voorzien. Hij moet over de benodigde vergunningen hebben beschikt en werkte 27 jaar lang bijna dagelijks aan zijn metro, waarvoor hij een tunnel groef, verstevigde en deels van rails voorzag. Daarbij zorgde hij ervoor aan de veiligheidsvoorschriften te voldoen. Hij financierde het werk uit zijn pensioengeld en bij zijn overlijden in 2011 had hij 300 m tunnel af. Deze werd daarna afgesloten.

### William Schmidt

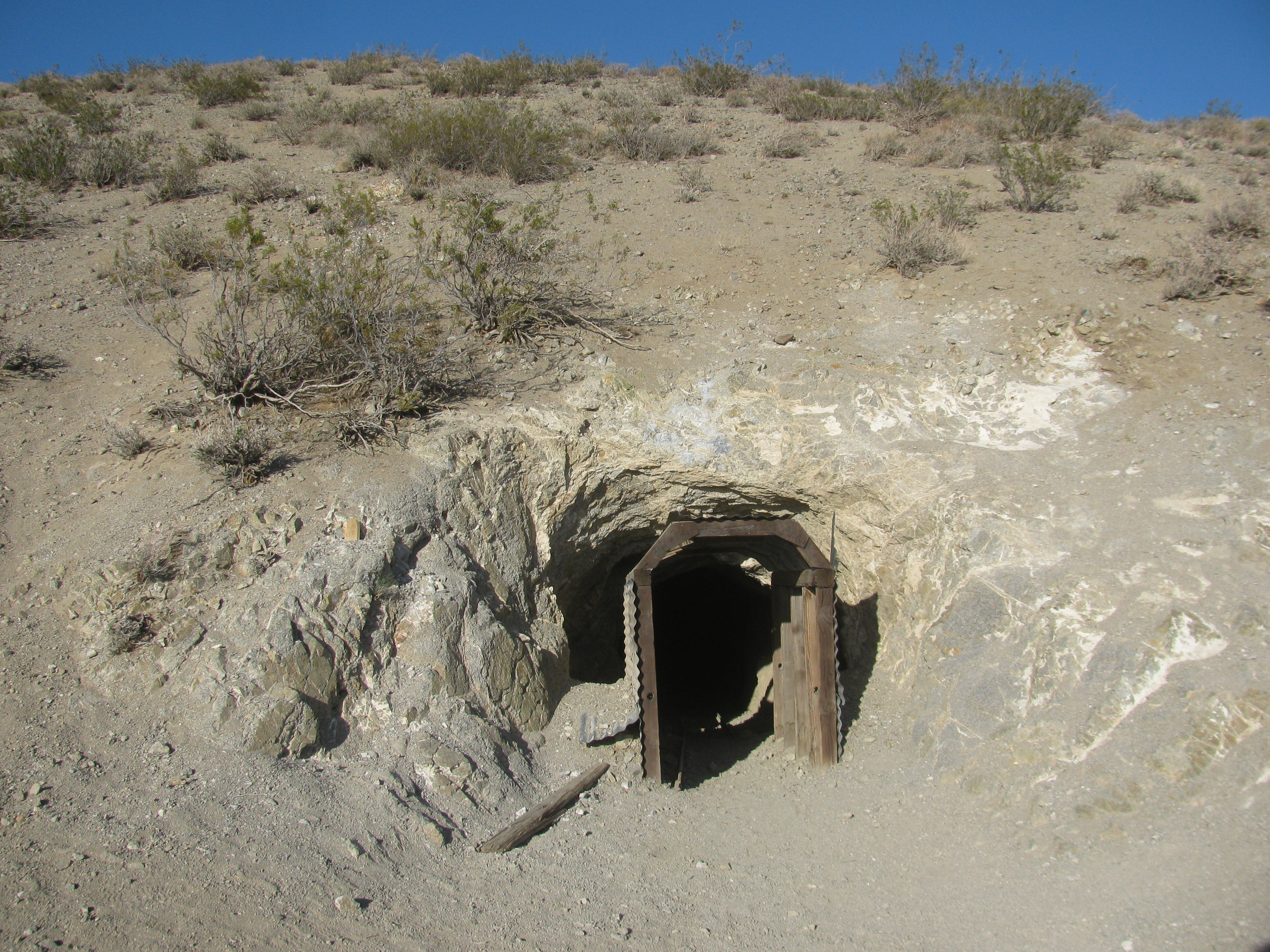
Een van de ingangen van de Burro Schmidt tunnel

De Californische mijnwerker William "Burro" Schmidt besteedde vanaf 1902 zo'n 32 jaar aan het door een berg uithakken van een tunnel van 636 m. Het bouwwerk staat anno 2020 bekend als de tunnel van Burro Schmidt. Gevraagd naar het doel van zijn graafwerk verklaarde Schmidt altijd dat hij bezig was een sluiproute aan te leggen om zijn gedolven gouderts naar een smelterij te kunnen vervoeren. Nadat de aanleg van een nieuwe weg zijn sluiproute overbodig maakte, ging Schmidt evengoed door met zijn werk. Hij groef met een pikhouweel, een hamer en een handboor. Soms gebruikte hij springstof, met heel korte lonten om geld uit te sparen. Puin en zand voerde hij af door het zelf naar buiten te dragen en in een later stadium met een karretje.
Hij voorzag in zijn eigen onderhoud door 's zomers als landarbeider te werken. Er gingen altijd geruchten rond dat hij tijdens het tunnelen waardevolle ertsen aantrof, maar daarvoor bestaat geen bewijs. Een latere beheerder van de tunnel stelde dat de tunnelaar Schmidt het al snel won van de mijnbouwer Schmidt. Toen de tunnel af was, droeg Schmidt zijn concessie over aan een andere mijnwerker. Hij had een zakenpartner die rondleidingen verzorgde rond de tunnel, maar zelf pakte Schmidt zijn boeltje en vertrok.
Anno 2020 worden tunnel en het omliggende terrein beheerd door het Bureau of Land Management. Verkennen van de tunnel zelf wordt afgeraden, maar is wel mogelijk. Er is sprake van enig vandalisme. De schamele onderkomens van Schmidt zijn in elk geval van buiten te bezichtigen.

### Glen Havens en W.R. Young
In de Amerikaanse stad San Diego groef de natuurkundige Glen Havens achter en onder zijn huis een netwerk van tunnels en ondergrondse kamers. Hij schakelde zijn zoon bij het werk in en later ook kinderen uit de buurt, die zakgeld konden verdienen met het afvoeren van uitgegraven grond. Hij begon ermee in 1949 en tegen 1960 had hij ruim 200 m aan tunnels en kamers uitgegraven, die voorzien waren van stroom voor licht en een koelkast. Het complex was groot genoeg om er de bruiloftsreceptie van zijn dochter in te laten plaatsvinden. Havens negeerde destijds de bouwvoorschriften en vergunningen van de stad en de autoriteiten adviseerden mensen het complex niet binnen te gaan, maar ze ondernamen verder geen actie. Anno 2015 was het tunnelcomplex nog grotendeels intact.
In dezelfde wijk waar Havens woonde, Kensington, groef de gepensioneerde apotheker W.R. Young ook een tunnel. Young groef er in 1919 en 1920 en bereikte een lengte van ruim 75 m. Ook Young schakelde kinderen van de buren in, die hielpen met graven, maar er later ook bijeenkomsten hielden. In 1970 lieten lokale autoriteiten de goeddeels vergeten tunnel met beton afsluiten.

### Michael Altmann
De Oostenrijker Michael Altmann hakte tussen 1958 en 2008 een tunnel van 180 m in de Kürnberg te Leonding  nabij Linz. Aanvankelijk was hij van plan een uitspanning te openen en hij groef daarvoor een koelruimte uit. Een vergunning voor een café kreeg hij echter niet. Later runde hij met zijn vrouw elders een gelegenheid en hield het tunnelgraven als hobby aan. Hij groef met een pikhouweel en incidenteel met springstof, waarvoor hij bij de brandweer een springexamen aflegde. Vanuit de eerste tunnel groef hij een tweede, met een zelfontworpen en -gebouwde tunnelboormachine. In 2008 stuitte Altmann op een versperring van graniet en besloot, mede vanwege zijn gevorderde leeftijd, het tunnelgraven op te geven. Het complex, waarvan de wanden versierd zijn met allerlei reliëfs en andere kunstwerken, kon in elk geval vanaf 2013 enige tijd worden bezocht.

### Ron Heist
De inmiddels bejaarde Ron Heist maakt sinds zijn tienerjaren allerlei bouwsels van hergebruikt materiaal, dat hij weghaalt bij verlaten gebouwen in de omgeving. In de achtertuin van zijn ouderlijk huis in Butler in Pennsylvania staat inmiddels een kolossale constructie die zo'n 50 kamers bevat. Daaronder bevinden zich ook enkele tunnels, die Heist eveneens zelf uitgroef en verstevigde. De regisseur Guy Fiorita maakte over Heist een documentaire, getiteld "Mole Man".

## Johan Bentinck

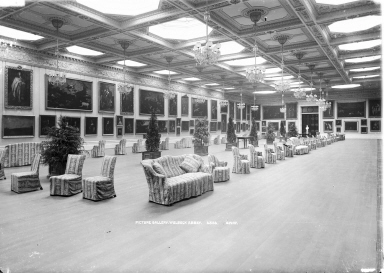
Bentincks balzaal, later schilderijenzaal

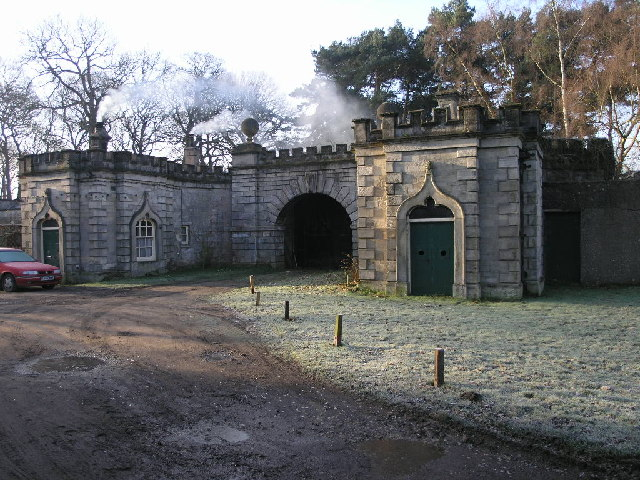
Een tunnelingang op het landgoed van Johan Bentinck. Van hieruit voerde een bosweg naar het dorp Worksop. De tunnel leidde onder het meer door naar het landhuis

Johan Cavendish-Scott-Bentinck (1800-1879) was de 5e Hertog van Portland. Hij liet op zijn landgoed Welbeck Abbey een enorm netwerk van ondergrondse ruimtes aanleggen, met een geschatte lengte van 24 km. Daaronder bevonden zich een ruim 900 m lange tunnel van zijn huis naar de manege waarin meerdere mensen naast elkaar konden lopen, een biljartkamer, een balzaal en een bibliotheek. Sommige ruimtes werden verlicht door lichtkoepels en na zonsondergang door middel van gaslicht. Verder liet de hertog een tunnel graven om min of meer ongezien van het landhuis naar het station van het stadje Worksop te kunnen gaan. Het netwerk werd grotendeels aangelegd met wat tegenwoordig de open-bouwputmethode heet: de ruimtes werden van boven uitgegraven en daarna van een overkapping voorzien.
Hoewel de meeste ruimtes met een doel werden aangelegd, zijn ze daarvoor indertijd slechts ten dele gebruikt. De hertog leidde een zeer teruggetrokken bestaan. Hij werd na verloop van tijd alleen nog door een enkele bediende gezien en met anderen communiceerde hij vooral schriftelijk. De ruimtes die voor sociale evenementen waren bestemd, zoals de balzaal, werden daarvoor nooit gebruikt. De tunnels waarmee de hertog zich zo goed als ongezien over zijn landgoed kon verplaatsen, moeten juist weer wel benut zijn. De ongebruikte delen werden door de erfgenaam als een bouwplaats aangetroffen, met overal gereedschappen, puin en kruiwagens. De balzaal werd nadien omgetoverd in een schilderijenzaal. De meeste tunnels en andere ondergrondse ruimtes zijn nog steeds aanwezig, maar kunnen niet bezocht worden.

## Religieuze inspiratie
Van enkele amateurtunnelaars is bekend dat ze tunnels meenden te graven op basis van dromen, visioenen en/of een religieuze overtuiging. Dat is onder meer het geval bij de hierboven beschreven Lyova Arakelyan. De neopaganistische commune Federatie van Damanhur in Noord-Italië bouwt sinds 1978 ondergrondse tempels, die zijn verbonden door versierde tunnels. In Kenia werkt een man al ruim 50 jaar aan een tunnel, naar eigen zeggen in opdracht van God. Het complex omvatte in 2019 in elk geval 24 kamers.

## Trivia
- De Britse Youtuber Colin Furze groef een tunnel van zijn huis naar onder meer zijn werkplaats. Hij deed daarvan verslag op YouTube.[47]
- Het graven van privétunnels kan onderwerp zijn voor hoaxes en broodjeaapverhalen. Een daarvan gaat over een Ierse loodgieter genaamd Patsy Kerr die een tunnel groef van zijn slaapkamer naar zijn pub, zonder dat zijn vrouw het merkte. In sommige versies van dit verhaal, dat in elk geval van 2014 tot 2018 rondging, wordt beweerd dat de hoofdpersoon onder meer een lepel gebruikte voor het graven.[48]
- Naar aanleiding van een in Calgary ontdekte tunnel, publiceerde een lokale krant een handleiding voor doe-het-zelftunnelaars. Deze wijst onder meer op het belang van een vergunning, de uitdaging van het moeten lozen van uitgegraven grond en welke materialen geschikt zijn voor versteviging en stutten van de tunnel.[49]
- De hoofdpersoon van de jeugdboekenserie Tunnels, Will Burrows, heeft het graven van tunnels als hobby.[50]